# Seznam ameriških genetikov
Seznam ameriških genetikov.

## B
- George Wells Beadle
- Michael Stuart Brown

## C
- Mario Capecchi
- Martha Chase

## H
- Alfred Hershey

## L
- Joshua Lederberg
- Edward B. Lewis

## M
- Barbara McClintock (1902 - 1992)
- Matthew Meselson
- Thomas Hunt Morgan

## R
- Curt Richter

## S
- Phillip Allen Sharp
- George Davis Snell
- Franklin Stahl
- Jack William Szostak (n.n.)

## T
- Joe Hin Tjio

## W
- James Watson (1928 -)
- Spencer Wells
- Ray Wu (1928 - 2008)

## Z
- Marko Zalokar (1918 - 2012)